# Wayne (группа)
Wayne — американская пауэр/трэш-метал группа, образованная в 2001 году. Сольный проект вокалиста Дэвида Уэйна (известен по участию в Metal Church), прекративший своё существование вместе со смертью основателя 10 мая 2005 года. За период своего существования проект выпустил всего один альбом Metal Church.

## История

### Предыстория
Дэвид Уэйн покинул группы Metal Church в 1989 году для прохождения курса лечения от наркотической зависимости. Немногим позже он основал пауэр/трэш-метал проект Reverend. В 1998 году музыканты Metal Church воссоединились и издали концертный Live, а затем и полноформатный альбом Masterpeace.

### Wayne
Дэвид Уэйн решил основать собственный сольный проект, который он назвал по наименованию своей фамилии. Он пригласил музыкантов: гитаристов Джими Белла и Крэйга Веллса, басиста Марка Франко и ударника Б.Дж. Зампу. Таким состав проект записал дебютный альбом Metal Church, который был выдержан в направлении пауэр/трэш-метала, близкого к классической стилистике Metal Church. Оформление и название альбом сразу вызвало недоумение со стороны участников Metal Church, так как и наименование релиза отсылало к творчеству этой группы, логотип Wayne был сильно похож на таковой указанной группы, а на обложке имелся фирменный крест из гитар, всегда считавшийся своего рода эмблемой Metal Church. Участники бывшей группы Уэйна обвинили его в плагиате и заявили, что больше никогда не будут играть с ним вместе.
10 мая 2005 года проект прекратил своей существование в связи со смертью основателя Дэвида Уэйна.

## Участники

### Последний известный состав
- Дэвид Уэйн (David Wayne) — вокал
- Крэйг Веллс (Craig Wells) — гитара
- Джими Белл (Jimi Bell) — гитара
- Марк Франко (Mark Franco) — вокал
- Б.Дж. Зампа (B.J. Zampa) — ударные

### Бывшие участники
- Davey Lee — гитара
- Notch Vara — гитара
- Jay Wegener — бас

## Дискография
- 2001 — Metal Church